# Brf Viva

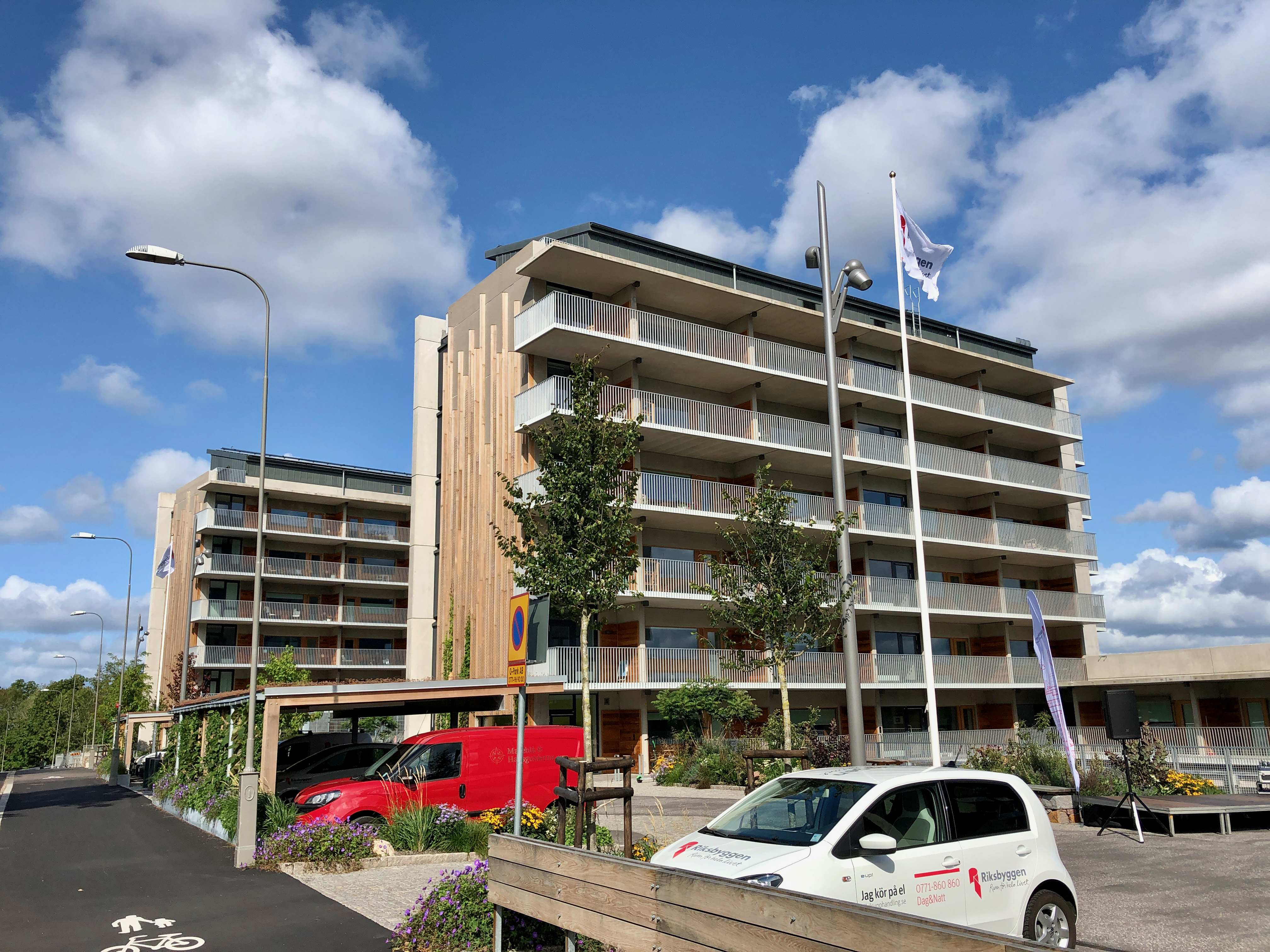
Brf Viva i Göteborg.

Brf Viva är en bostadsrättsförening i Göteborg. Huset uppfördes av Riksbyggen 2016–2019 och belönades med Kasper Salin-priset 2020. Brf Viva består av 132 lägenheter.
Brf Viva har mottagit flera priser, bland annat Västra Götalands Arkitekturpris 2021 och Årets bästa byggnad av Göteborg Stad (Per och Alma Olssons fond).